# Kailova
Kailová je zaniklá viniční usedlost v Praze 5-Smíchově v ulici Kartouzská. Stála v místech Ringhofferovy vily v bývalém továrním areálu.

## Historie
Vinice byla založena Annou Evou Kaylovou, vdovou po právníku Lukáši Kaylovi. Anna Kaylová koupila od sousední usedlosti Zatlanky pole s částí Motolského potoka a na založeném vinohradu postavila usedlost. Později byl vlastníkem pozemků podle Tereziánského katastru Jan Leopold Keila.
Při válkách v polovině 18. století byla vinice poničena. V té době již tvořila pouze šestinu celkové výměry pozemku, zbytek byla pole. Velkou část vinice zničila také stavba nové silnice a práce v nedalekém kamenolomu.
Roku 1840 vlastnil usedlost Josef Rozkošný. Za jeho vlastnictví dvůr tvořily obytná a hospodářská budova a skleník. Roku 1847 se při velkém dešti rozvodnil Motolský potok a poblíž Kailové se několik osob utopilo.
Počátkem 90. let 19. století koupila pozemky rodina Ringhofferova pro stavbu továrny na stroje a vagony. Na místě usedlosti byla kolem roku 1906 postavena secesní vila čp. 20 podle návrhu architekta Osvalda Polívky.